# Jidokwan
Jidokwan ist die Bezeichnung einer führenden Stilrichtung im koreanischen Taekwondo. Das Wort ist nicht in einem zu übersetzen, sondern muss in seine drei Silben aufgeteilt werden. Ji stammt aus dem chinesisch-koreanischen Wortstamm und bedeutet „Weisheit“. Do stammt aus dem japanisch-koreanischen Wortstamm und bedeutet „Weg“, in diesem Fall „geistiger Weg“ bzw. „Weg des Geistes“. Kwan ist das koreanische Wort für Schule. Jidokwan kann in diesem Zusammenhang mit „Schule des Weges der Weisheit“ oder „Schule des weisen Weges“ übersetzt werden.